# CD83
CD83 — мембранный белок, продукт гена человека CD83.

## Структура
Антиген CD83 состоит из 205 аминокислот, молекулярная масса 23,0 кДа. Молекула содержит одну дисульфидную связь и 3 участка N-гликозилирования. Внеклеточный фрагмент содержит единственный иммунолглобулино-подобный домен типа V.

## Функции
Может играть важную роль в презентации антигена и клеточных взаимодействиях, которые приводят к активации лимфоцитов. Наиболее характеристический маркёр полностью дифференцированных дендритных клеток.

## Тканевая специфичность
Белок экспрессирован на активированных лимфоцитах, клетках Лангерганса и ретикулярных (дендритных) клетках паракортикальной зоны лимфатических узлов.